# 남무성
남무성(南武成, 1968년 ~)은 대한민국의 재즈 음악 평론가이자 작가, 음반 제작자, 영화 감독, 만화가이다.

## 경력
1997년 한국 최초의 재즈 월간지 《몽크뭉크》(현 MMJAZZ)를 창간하였다. 1999년부터 2002년까지 재즈 잡지 《두밥》(Doobop)에서 편집장을 지냈고 한국재즈 1세대 콘서트, 대한민국 재즈 어워드, 2000 대한민국 재즈 페스티벌 등을 기획 주최하였다. 언더그라운드 씬에서 활동하던 한국의 재즈 뮤지션들을 최초 기사화하고 음반녹음으로 대중들에게 알렸다.
재즈 음반 프로듀서의 주요 작품으로 영화 브라보! 재즈라이프의 사운드트랙 앨범(2010), 이은하의 재즈앨범(2011), 색소포니스트 이정식의 6, 7집 앨범(2007), 재즈 트리오 젠틀레인의 1집(2005), 가수 서영은의 3집(2002) 등이 있다.
2003년에서 2004년에 문화관광부 후원, 전국 문예회관이 주최한 14개 도시 재즈 워크샵에서 최초의 워크샵콘서트를 하였으며, 2006년 척 맨지온, 로라 피지, 옐로우자켓 등이 참여한 국제 재즈 페스티벌 〈썸머 재즈 세너테리움〉에서 프로그래머와 음악 감독을 맡았다.
직접 쓰고 그려 펴낸 저서로서 《만화로 보는 재즈의 역사, Jazz It Up》 시리즈, 《만화로 보는 록의 역사, Paint It Rock》, 《재즈 라이프, Jazz Life》등이 있다. 《Jazz It Up》은 한국 문화 컨텐츠 진흥원에서 주관하는 2003년 대한민국 만화대상에서 특별상, 신인상을 수상하였으며, 일본에서 2005년부터 2008년까지 3년간 재즈 전문지 《스윙 저널》에 연재된 뒤 고단샤를 통해 단행본으로 출판, 중화민국에서는 차이나 타임즈를 통해 단행본으로 출판되었다. 2009년 7월에 출간된 《Paint It Rock》은 주요 서점의 대중 문화 부문 베스트셀러에 올랐다. 2014년에 <Paint It Rock>1, 2, 3권 시리즈를 완간했고 주요서점 종합베스트셀러 10위권에 진입했다. 2017년 <Paint It Rock>시리즈도 일본 <디스크나인>과 계약을 맺고 수출되었다.  
2010년~2014년 동안 네이버뮤직을 통해 <All That Rock> <All That Jazz>를 연재하였으며 2018년 2월에는 <Jazz It Up!>의 출간 15주년을 기념하는 개정증보판을 출간하여 <예스24> 14주연속 예술분야 1위를 기록하며 베스트셀러에 올랐다. 
2010년 12월 16일에는 감독, 제작, 각본, 음악프로듀싱을 맡은 브라보 재즈 라이프가 개봉하였다. 영화는 강대관, 이판근, 조상국, 류복성 등의 한국 재즈 1세대 원로들의 감동의 무대를 다룬 작품으로 2010년 제천국제영화제 본선경쟁작, 한국대중음악상에서 최우수 영화음악을 수상했다.
2018년에 싱어송라이터 장기호와 공저로 기초화성/작곡이론을 주제로 한 <Pop It Up>을 출간, 2019년에는 재즈음악과 일상의 에피소드를 에세이 만화로 펴낸 <재즈 라이프, Jazz Life>를 출간하여 역시 주요서점 예술분야 베스트셀러에 올랐다.  2020년 성우 정형석의 가수데뷔 곡인 <하얀나비>와 <사랑 그대로의 사랑>을 프로듀싱했다. 
코로나 팬데믹 기간인 2020년 10월에 서울 합정역 부근에서 <가우초>라는 재즈바를 열었다. 이곳에서 약 2년 여간  재즈뮤지션들의 릴레이 라이브 공연을 진행했고 코로나 팬데믹이 끝나면서 문을 닫았다.  2021년 여름, EBS TV e클래스에서 <남무성의 올댓재즈> 16강연이 방송되었다. 
2023년 7월에 롯데 월드타워 소재 BGN갤러리에서 <Imagine of Music>이라는 첫 그림 전시회를 열었다. 음악가들을 그린 디지털 일러스트 작품 9점이 완판되었다. 현재 경기도 양평에서 작은 음악바를 운영하며 책을 집필하고 있다. 

## 참고 자료
- 재즈는 상상이다YTN TV(2012년 1월 20일 YTN)[깨진 링크(과거 내용 찾기)]
- 재즈 전문가, '만화'로 '록'과 소통(2009년 7월 15일 조선일보)
- "인생의 쓴맛 단맛 다 보고나니 재즈가 더 맛있네요"
- 존 레넌·지미 핸드릭스 만화로 부활하다(2009년 7월 13일 서울신문)
- 네모 칸 사이로 폭발하는 록의 ‘청춘시대'(2009년 7월 2일 한겨레신문)
- 애니메이션으로 되살아날 루이 암스트롱(2008년 7월 20일 한겨레)
- Paint It Rock―만화로 보는 록의 역사 1(2009년 7월 10일 국민일보)[깨진 링크(과거 내용 찾기)]
- 비평가 남무성씨 출판기념 콘서트…재즈 명곡 들려줘(2007년 1월 24일 한겨레)
- 재즈 대가들과의 만남 ‘필 소 굿~'(2006년 7월 16일 한겨레)
- 줄리아드 공연 어드바이저 남무성 “국내에 본토 재즈 선사”(2008년 7월 22일 일간스포츠)[깨진 링크(과거 내용 찾기)]
- 국내외 유명 재즈뮤지션, 3일간 재즈향연 펼친다 (2006년 7월 26일 노컷뉴스)[깨진 링크(과거 내용 찾기)]
- 프리재즈 콘서트 ‘화풍’ 내일 열려(2005년 3월 1일 동아일보)
- 만화 ‘재즈 잇 업’ 日잡지 연재…재즈비평가 남무성씨(2004년 11월 25일 경향신문)
- 너희가 재즈를 아느냐(2004년 11월 18일 한겨레)
- 재즈? 만화로 배워봐(2003년 10월 13일 한국일보)
- 만화로 보는 재즈 100년史(2003년 10월 13일 동아일보)
- 재즈 만화 낸 남무성(2003년 11월 20일 주간한국)
- 웅산 한국 재즈의 특별한 종합선물 기대하세요
- [비바100 가수 데뷔한 ‘자연인’ 성우 정형석 “꿈을 옆에 두고 돌아보세요”]
- ‘자연인’ 성우 정형석, 푸른하늘·故김정호 곡 리메이크로 가수 도전
- 재즈평론가 남무성, 1박2일 '재즈 라이프 캠프' 연다
- 겨울 캠프’…재즈-책-공연이 만나다[깨진 링크(과거 내용 찾기)]
- 만화로 듣는 재즈, 남무성 '재즈 라이프'
- 한국만화영상진흥원, '만화와 재즈' 인문학 강연 진행
- 가을숲에서 재즈·와인 몽땅 즐기는 ‘재즈 라이프 캠프’ 열린다
- [비바100 만화로 읽는 재즈 백과사전, '재즈라이프’]
- 남무성 “음악을 듣지 않으면 책장을 넘기기 힘든 책”
- [음악영화 '브라보! 재즈 라이프', 한국 재즈 1세대를 담은 다큐멘터리]
- 종이 한장 넘길 때마다 재즈가 들려오네
- [내 인생의 영화 남무성 작가의 <인사이드 르윈>]
- 딱딱한 음악이론서는 그만~ 만화 ‘팝잇업’에 양보하세요
- "히트곡 비밀부터 작곡 기술까지"…만화로 보는 대중음악 만들기
- 재즈평론가 남무성 “재즈, 결코 만만한 음악은 아니지만”
- “재즈 초보라도 읽다보면 팬이 되고 싶어지는 만화책”
- 만화로 보는 재즈의 역사…신간 '재즈 잇 업'
- 만화로 보는 록의 역사… ‘페인트 잇 록’ 3부작 출간
- 남무성 “록 스피릿은 주류에 편입하지 않는 것”
- '새내기 재즈 가수로 변신'...이은하